# Type 90-II (char)
Pour les articles homonymes, voir Type 90.

Le Type 90-II, aussi appelé MBT 2000 ou VT-1A, est un char de combat chinois en service dans l'armée populaire de libération et conçu pour l'exportation. Il est également construit sous licence au Pakistan dans une version locale sous le nom de Al-Khalid.

## Histoire

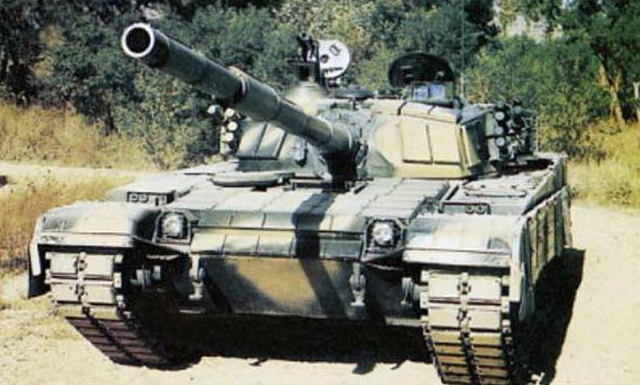
Un char type 90-IIM chinois

Ce char est dévoilé par Norinco en 1991 mais aucune production n'a lieu, ni en Chine ni au Pakistan, jusqu'en 1999.

## Utilisateurs
- Bangladesh : Un contrat pour 44 MBT-2000 et 3 chars de dépannage est signé en 2011[3], le char étant mis en service en décembre 2012[1]. Des chars sont déployés à la frontière avec la Birmanie pendant la crise des Rohingya en septembre 2017[4].
- Maroc : 150 VT-1A[5], 54 livrés en 2012[6]
- Birmanie : Un nombre inconnu de VT-1A en service[7].
- Pérou : 5 MBT-2000 en service pour des essais. Un contrat prévu de 120 chars est annulé en 2011, et les chars sont rendus à la Chine[8].
- Chine : L'Armée populaire de libération l'utilise lors d'entraînements et démonstrations de force dans sa base de Djibouti[9]. Le nombre d'unités en service est inconnu.